# بیشه (نهبندان)
بیشه روستایی در دهستان عربخانه بخش شوسف شهرستان نهبندان استان خراسان جنوبی ایران است.

## جمعیت
بر پایه سرشماری عمومی نفوس و مسکن در سال ۱۳۹۵ جمعیت این روستا کمتر از ۳ خانوار بوده‌است.